# Helicopsyche mexicana
Helicopsyche mexicana är en nattsländeart som beskrevs av Banks 1901. Helicopsyche mexicana ingår i släktet Helicopsyche och familjen Helicopsychidae. Inga underarter finns listade i Catalogue of Life.

## Bildgalleri

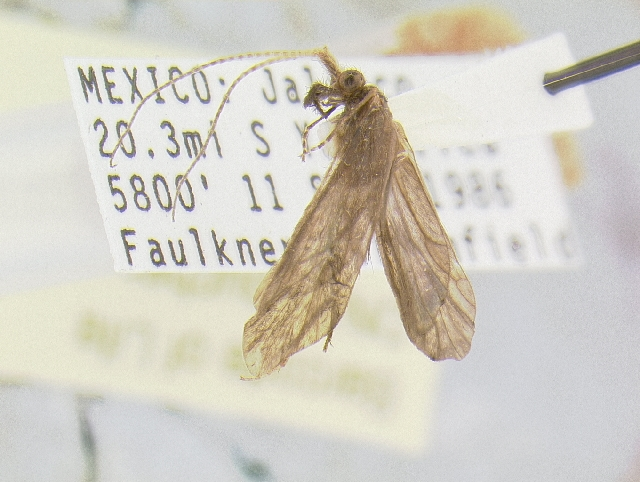